# Zakrzów (Krapkowice)
Pour les articles homonymes, voir Zakrzów.
Zakrzów est une localité polonaise de la gmina de Gogolin, située dans le powiat de Krapkowice en voïvodie d'Opole.
Le camp de Zakrzow (Sakrau) a été un des nombreux camps satellites d'Auschwitz.